# Đường cao tốc Tiên Yên – Lạng Sơn – Cao Bằng
Đường cao tốc Quảng Ninh – Lạng Sơn – Cao Bằng (ký hiệu toàn tuyến là CT.10, hay còn gọi là đường cao tốc Tiên Yên – Đồng Đăng – Trà Lĩnh) là tuyến đường cao tốc đường bộ chạy dọc biên giới Việt Nam – Trung Quốc với tổng chiều dài 215 km, đi qua địa bàn ba tỉnh Quảng Ninh, Lạng Sơn, Cao Bằng.

## Quy hoạch
Theo quy hoạch từ năm 2015 đến 2021, đoạn Đồng Đăng – Trà Lĩnh từng là một phần của Đường cao tốc Hà Nội – Cao Bằng với ký hiệu cũ là CT.03 trước khi đoạn Hà Nội – Lạng Sơn được sáp nhập thành 1 phần của hệ thống đường cao tốc Bắc – Nam phía Đông; còn đoạn Đồng Đăng – Trà Lĩnh được tách ra thành 1 cao tốc độc lập, kéo dài đến xã Tiên Yên thuộc tỉnh Quảng Ninh.

## Thông tin tuyến đường

### Đoạn Tiên Yên – Đồng Đăng (Quảng Ninh – Lạng Sơn)
Tuyến đường có chiều dài khoảng 100 km, điểm đầu tại Tiên Yên giao với đường cao tốc Hải Phòng – Hạ Long – Vân Đồn – Móng Cái thuộc xã Tiên Yên, tỉnh Quảng Ninh, điểm cuối tiếp giáp đoạn Đồng Đăng – Trà Lĩnh thuộc xã Đồng Đăng, tỉnh Lạng Sơn. Trong đó đoạn qua Quảng Ninh dài 25 km và đoạn qua Lạng Sơn dài 75 km. Tuyến cao tốc này dự kiến được khởi công xây dựng sau năm 2030.

### Đoạn Đồng Đăng – Trà Lĩnh (Lạng Sơn – Cao Bằng)

#### Vị trí
Tuyến đường có chiều dài 121 km, nối xã Đồng Đăng thuộc tỉnh Lạng Sơn với xã Trà Lĩnh thuộc tỉnh Cao Bằng. Trong đó đoạn qua Lạng Sơn khoảng 52 km và đoạn qua Cao Bằng hơn 69 km.

#### Thiết kế
Trong giai đoạn một, cao tốc được thiết kế 80 km/h, mặt đường rộng 17 m; đối với các đoạn địa hình khó khăn, mặt đường rộng 13,5 m. Trên tuyến bố trí 7 nút giao, 4 trạm dừng nghỉ, 7 trạm thu phí, hệ thống giao thông thông minh (ITS) đồng bộ. Dự án dự kiến hoàn thành năm 2026, thời gian hoàn vốn dự kiến là 24 năm 10 tháng.

#### Xây dựng
Tuyến cao tốc Đồng Đăng – Trà Lĩnh đã được phê duyệt bởi UBND tỉnh Cao Bằng vào ngày 16 tháng 9 năm 2023 theo hình thức đối tác công tư (PPP), dự án dự kiến được bố trí ngân sách trung ương tham gia 5.720 tỷ đồng, ngân sách địa phương 4.080 tỷ đồng, vốn chủ sở hữu và vốn huy động là 4.367 tỷ đồng. Dự án chính thức khởi công xây dựng vào ngày 1 tháng 1 năm 2024 và dự kiến hoàn thành vào năm 2026. Khi hoàn thành sẽ rút ngắn thời gian di chuyển từ Cao Bằng đến Hà Nội còn 3 tiếng 30 phút thay vì 5 tiếng, từ Cao Bằng đến Móng Cái còn 4 tiếng thay vì 6 tiếng như hiện nay.
Liên danh Công ty cổ phần Tập đoàn Đèo Cả – Công ty cổ phần Đầu tư và Xây dựng ICV Việt Nam – Công ty cổ phần Đầu tư hạ tầng giao thông Đèo Cả – Công ty cổ phần Xây dựng Công trình 568 là nhà đầu tư thực hiện dự án.

## Lộ trình xây dựng
- Trong giai đoạn 1, tỉnh Cao Bằng đề xuất đầu tư khoảng 93 km (từ Km100 + 00 tại nút giao nối đoạn Tiên Yên – Đồng Đăng và đường cao tốc Bắc – Nam phía Đông tại khu vực cửa khẩu Tân Thanh, xã Hoàng Văn Thụ đến Km 193 + 00 giao với Quốc lộ 3 tại lý trình Km 307 + 650 của Quốc lộ 3, xã Quảng Uyên) với quy mô nền đường 17m, mặt đường rộng 14 m với 4 làn xe và đường nối từ đường cao tốc vào phường Tân Giang có chiều dài khoảng 15,5 km với quy mô nền đường 17m, mặt đường rộng 14 m với 4 làn xe.
- Giai đoạn 2 (hoàn thiện), dự án sẽ đầu tư tiếp khoảng 22 km (từ Km 193 + 00 nút giao với Quốc lộ 3 tại lý trình Km 307 + 650 Quốc lộ 3 xã Quảng Uyên đến Km 215 + 00 tại cửa khẩu Trà Lĩnh) với quy mô bề rộng nền đường 17 m, mặt đường rộng 14 m với 4 làn xe. Tốc độ thiết kế tuyến cao tốc này là 80 km/h, đối với đoạn địa hình khó khăn cho phép thiết kế với vận tốc 60 km/h.  Tổng mức đầu tư dự án khoảng 20.939 tỷ đồng, trong đó tổng mức đầu tư giai đoạn 1 là 12.546 tỷ đồng; tổng mức đầu tư giai đoạn 2 (hoàn thiện): 8.393 tỷ đồng. UBND tỉnh Cao Bằng đề xuất cơ cấu nguồn vốn thực hiện giai đoạn 1 dự án gồm vốn chủ sở hữu và vốn huy động của nhà đầu tư, trong đó vốn do nhà đầu tư huy động (vốn chủ sở hữu, vốn tín dụng và vốn hợp pháp khác) 7.546 tỷ đồng. Nhà nước tham gia trong dự án bằng vốn góp và vốn hỗ trợ xây dựng công trình phụ trợ, giải phóng mặt bằng và tái định cư: 5.000 tỷ đồng, trong đó vốn ngân sách trung ương là 2.500 tỷ đồng, vốn ngân sách địa phương là 2.500 tỷ đồng.
- Giai đoạn 3, dự án sẽ đầu tư thêm khoảng 100 km (từ Km 0 + 000 nút giao với đường cao tốc Vân Đồn – Móng Cái tại lý trình Km 113 + 460 thuộc xã Tiên Yên, tỉnh Quảng Ninh đến Km 100 + 000 tại nút giao phường Tam Thanh với quy mô bề rộng nền đường 24,75 m với 4 làn xe. Tốc độ thiết kế tuyến cao tốc này là 80 – 100 km/h, đối với đoạn địa hình khó khăn cho phép thiết kế với vận tốc 60 km/h. Tổng mức đầu tư dự án khoảng 33.503 tỷ đồng, trong đó tổng mức đầu tư giai đoạn 1 là 12.546 tỷ đồng; tổng mức đầu tư giai đoạn 2 (hoàn thiện): 8.393 tỷ đồng; tổng mức đầu tư giai đoạn 3 là 12.564 tỷ đồng.
- Dự án được chia thành 3 dự án thành phần để thực hiện, gồm: Dự án thành phần Văn Lãng – Thạch An: từ Km 0 + 00 đến Km 58 + 00, dài 58 km, tổng mức đầu tư khoảng 5.163 tỷ đồng; Dự án thành phần Thạch An – Quảng Hoà: từ Km 58 + 00 đến Km 79 + 300, dài 21,3 km, tổng mức đầu tư khoảng 2.724 tỷ đồng; Dự án thành phần Quảng Hòa – Tân Giang: từ Km 79 + 300 đến Km 93 + 00, dài 13,7 km tuyến chính và 15,5 km tuyến nối với phường Tân Giang tổng mức đầu tư khoảng 4.659 tỷ đồng. Dự kiến, giai đoạn 1 của dự án (từ khi ký hợp đồng dự án đến khi hoàn thành đưa vào sử dụng) triển khai từ năm 2020 đến 2024. Thời gian vận hành, thu phí hoàn vốn khoảng 16 năm (từ năm 2024 đến năm 2040). Giai đoạn 2 sẽ thực hiện sau năm 2025. Khi tuyến cao tốc hoàn thành, sẽ đáp ứng nhu cầu vận tải kết nối trung tâm kinh tế, chính trị với các tỉnh miền núi phía Đông Bắc, các khu kinh tế, khu du lịch quốc gia, khu công nghiệp, phục vụ cho mục tiêu thúc đẩy phát triển kinh tế xã hội và đảm bảo quốc phòng – an ninh và giữ vững chủ quyền biên giới quốc gia. Dự án cũng sẽ tạo ra một tuyến cao tốc đối ngoại huyết mạch mới kết nối giao thương hàng hóa từ cảng quốc tế Lạch Huyện (Hải Phòng) đi Trùng Khánh – Urumqi – Khorgas (Trung Quốc) sang các nước Châu Âu, góp phần nâng cao năng lực cạnh tranh của nền kinh tế, tạo động lực phát triển kinh tế – xã hội của tỉnh Lạng Sơn và tỉnh Cao Bằng; thay đổi tình trạng Quốc lộ 4A là đường độc đạo nối giữa hai tỉnh Lạng Sơn và Cao Bằng.

## Lộ trình chi tiết
- IC : Nút giao, JCT : Điểm lên xuống, SA : Khu vực dịch vụ (Trạm dừng nghỉ), TG : Trạm thu phí, TN : Hầm đường bộ, BR : Cầu
- Đơn vị đo khoảng cách là km.

### Đoạn Đồng Đăng – Trà Lĩnh
| Số                                                                                       | Tên                                                      | Khoảng cách từ đầu tuyến                                 | Kết nối                                                  | Ghi chú                                                  | Vị trí                                                   | Vị trí                                                   |
| Kết nối trực tiếp với Đường cao tốc Tiên Yên – Đồng Đăng                                 | Kết nối trực tiếp với Đường cao tốc Tiên Yên – Đồng Đăng | Kết nối trực tiếp với Đường cao tốc Tiên Yên – Đồng Đăng | Kết nối trực tiếp với Đường cao tốc Tiên Yên – Đồng Đăng | Kết nối trực tiếp với Đường cao tốc Tiên Yên – Đồng Đăng | Kết nối trực tiếp với Đường cao tốc Tiên Yên – Đồng Đăng | Kết nối trực tiếp với Đường cao tốc Tiên Yên – Đồng Đăng |
| ---------------------------------------------------------------------------------------- | -------------------------------------------------------- | -------------------------------------------------------- | -------------------------------------------------------- | -------------------------------------------------------- | -------------------------------------------------------- | -------------------------------------------------------- |
| 1                                                                                        | IC Tân Thanh                                             | 0.5                                                      | Quốc lộ 4A Đường Hữu Nghị – Cốc Nam – Tân Thanh          | Đầu tuyến đường cao tốc Đang thi công                    | Lạng Sơn                                                 | Hoàng Văn Thụ                                            |
| 2                                                                                        | IC.2                                                     | 5.3                                                      | Đường tỉnh 231                                           | Chưa thi công                                            | Lạng Sơn                                                 | Na Sầm                                                   |
| 3                                                                                        | IC 3                                                     | 12.1                                                     | Quốc lộ 4A                                               | Đang thi công                                            | Lạng Sơn                                                 | Văn Lãng                                                 |
| 4                                                                                        | IC.4                                                     | 38.5                                                     | Quốc lộ 3B                                               | Đang thi công                                            | Lạng Sơn                                                 | Tràng Định                                               |
| TN                                                                                       | Hầm đường bộ Thất Khê                                    | ↓                                                        |                                                          | Đang thi công                                            | Lạng Sơn                                                 | Thất Khê                                                 |
| TN                                                                                       | Hầm đường bộ Đông Khê                                    | ↓                                                        |                                                          | Đang thi công                                            | Cao Bằng                                                 | Đông Khê                                                 |
| 5                                                                                        | IC.5                                                     | 61.7                                                     | Quốc lộ 34B                                              | Đang thi công                                            | Cao Bằng                                                 | Thạch An                                                 |
| 6                                                                                        | IC.6                                                     | 84.7                                                     | Quốc lộ 3                                                | Đang thi công                                            | Cao Bằng                                                 | Hạnh Phúc                                                |
| 7                                                                                        | IC.7                                                     | 93.4                                                     | Quốc lộ 3                                                | Đang thi công                                            | Cao Bằng                                                 | Hạnh Phúc                                                |
| TN                                                                                       | Hầm đường bộ                                             | ↓                                                        |                                                          | Đang thi công                                            | Cao Bằng                                                 | Quảng Uyên                                               |
| TN                                                                                       | Hầm đường bộ                                             | ↓                                                        |                                                          | Đang thi công                                            | Cao Bằng                                                 | Quảng Uyên                                               |
| 8                                                                                        | IC Trà Lĩnh                                              | 121.1                                                    | Đường tỉnh 205                                           | Cuối tuyến đường cao tốc Đang thi công                   | Cao Bằng                                                 | Trà Lĩnh                                                 |
| Kết nối với Đường cao tốc Ngân Xuyên – Bách Sắc (Trung Quốc) thông qua Cửa khẩu Trà Lĩnh |                                                          |                                                          |                                                          |                                                          |                                                          |                                                          |
| 1.000 mi = 1.609 km; 1.000 km = 0.621 mi                                                 |                                                          |                                                          |                                                          |                                                          |                                                          |                                                          |